# Melanoptilon hypocritaria
Melanoptilon hypocritaria là một loài bướm đêm trong họ Geometridae.